# Đại lộ Thăng Long
Đại lộ Thăng Long (ký hiệu toàn tuyến là CT.03, hay còn gọi là đường cao tốc Láng – Hòa Lạc) là tuyến đường thuộc đường cao tốc Hà Nội – Hòa Bình – Sơn La – Điện Biên nối khu trung tâm Hà Nội với quốc lộ 21A cũ, nay là điểm đầu của đường Hồ Chí Minh. Chiều dài toàn tuyến là 30 km, nằm gọn trong địa giới thành phố Hà Nội. Hiện tại tuyến cao tốc này đang xây dựng kéo dài thêm 6,7 km đến nút giao với đường cao tốc Hòa Lạc – Hòa Bình.
Ngày 14 tháng 7 năm 2010, HĐND Thành phố Hà Nội biểu quyết nhất trí thông qua việc đổi tên đường Láng – Hòa Lạc thành Đại lộ Thăng Long.
Đường cao tốc này từng được quy hoạch từ năm 2015 đến 2021 với ký hiệu cũ là CT.08.

## Lộ trình
Đại lộ Thăng Long chạy cơ bản theo hướng Đông – Tây, dài 29 km, bắt đầu tại ngã tư giao cắt giữa đường này với đường Phạm Hùng – Khuất Duy Tiến – Trần Duy Hưng nằm trong ranh giới giữa quận Cầu Giấy và quận Nam Từ Liêm, đi qua địa bàn các phường, xã: Trung Hòa (quận Cầu Giấy); Mễ Trì, Phú Đô, Đại Mỗ, Tây Mỗ (quận Nam Từ Liêm); An Khánh, An Thượng, Song Phương, Vân Côn (huyện Hoài Đức); Yên Sơn, thị trấn Quốc Oai, Ngọc Mỹ, Ngọc Liệp (huyện Quốc Oai); Đồng Trúc, Hạ Bằng, Thạch Hòa (huyện Thạch Thất), kết thúc ở xã Thạch Hoà, huyện Thạch Thất, tại ngã ba giao cắt với Km 31+064 – quốc lộ 21A cũ đi thị xã Sơn Tây, nay là đoạn đầu của đường Hồ Chí Minh.
- Đi qua các Khu Đô Thị như:

– Vinhomes Green Bay Mễ Trì – Mễ Trì Thượng – Vinhomes Smart City – Geleximco – Bắc An Khánh – Nam An Khánh – Sunny Garden Quốc Oai
– Ngôi Nhà Mới – Quốc Oai
- Các cơ quan bộ ngành lớn trên Đại Lộ Thăng Long:

– Trung tâm Hội nghị Quốc Gia (cổng số 6) – Bộ Ngoại Giao –  Viện Hoá học Môi trường Quân sự
– Trung tâm đăng kiểm 2921D – Bộ Tư Lệnh Cảnh Sát Biển – Đại học Quốc gia Hà Nội cơ sở 2 Hoà Lạc – Sân bay Hoà Lạc
- Khu CN lớn dọc Đại lộ Thăng Long

– Khu CN Thạch Thất – Quốc Oai
– Khu CN Bắc Phú Cát
– Khu Công nghệ cao Hoà Lạc

## Thông số kỹ thuật
Chiều dài toàn tuyến: 29,26 km. Chiều rộng trung bình tuyến đường là 140 mét, bao gồm 2 dải đường cao tốc quy mô mỗi dải 3 làn xe rộng 16,25m; 2 dải đường đô thị 2 làn xe cơ giới rộng 10,5m (riêng đoạn từ Cầu vượt Mễ Trì tới đường vành đai 3,5 rộng trung bình 18m); dải phân cách giữa 2 đường cao tốc rộng 20m; 2 dải đất dự trữ giữa hai dải đường đô thị. Ngoài ra, còn dải trồng cây xanh và vỉa hè.
Toàn tuyến có 3 đường hầm lớn (Hầm chui đường sắt gần KĐT Vinhome Smart City và Hầm chui Trung Hoà – Trần Duy Hưng ở đoạn Trung tâm Hội Nghị Quốc Gia và nút giao đường Vành đai 3,  Hầm chui ngang đường ở lối vào Trung tâm thương mại Vincom Mega Mall Tây Mỗ – Đại Mỗ. Có 13 cầu vượt ngang đường đó là: Cầu vượt Mễ Trì – Trung Văn Cầu vượt Phú Đô – Châu Văn Liêm, Cầu vượt Đường 70, Cầu vượt An Khánh, Cầu vượt Song Phương, Cầu vượt Sài Sơn, Cầu vượt Hoàng Xá – TT Quốc Oai, Cầu vượt Đường 80, Cầu vượt Đồng Trúc, Cầu vượt Phú Cát.
Đây là đường cấp 1 đồng bằng, thiết kế cho xe chạy với vận tốc từ 60 km/h đến 100 km/h. Có Đường cao tốc chính gồm 2 phần đường cho ôtô lưu thông. Mỗi phần đường tính từ trái qua phải theo chiều xe chạy được hoạt động như sau: Làn 1, làn 2 có tốc độ tối đa 100 km/h; làn 3 có tốc độ tối đa 80 km/h; làn 4 dành cho việc dừng xe khẩn cấp. Cần giảm tốc độ khi tới những đoạn nối giữa cầu với đường và giảm tốc độ tối đa xuống 60 km/h khi kết thúc đoạn đường cao tốc để đảm bảo an toàn.

Trên tuyến đường gom hai bên Đại lộ Thăng Long là đường 1 chiều. Bảo đảm thông xe tốt 2 mùa, tuy nhiên 2 tuyến đường gom của đường cao tốc này thường xảy ra tình trạng ngập cục bộ một số đoạn vào mùa mưa bão.

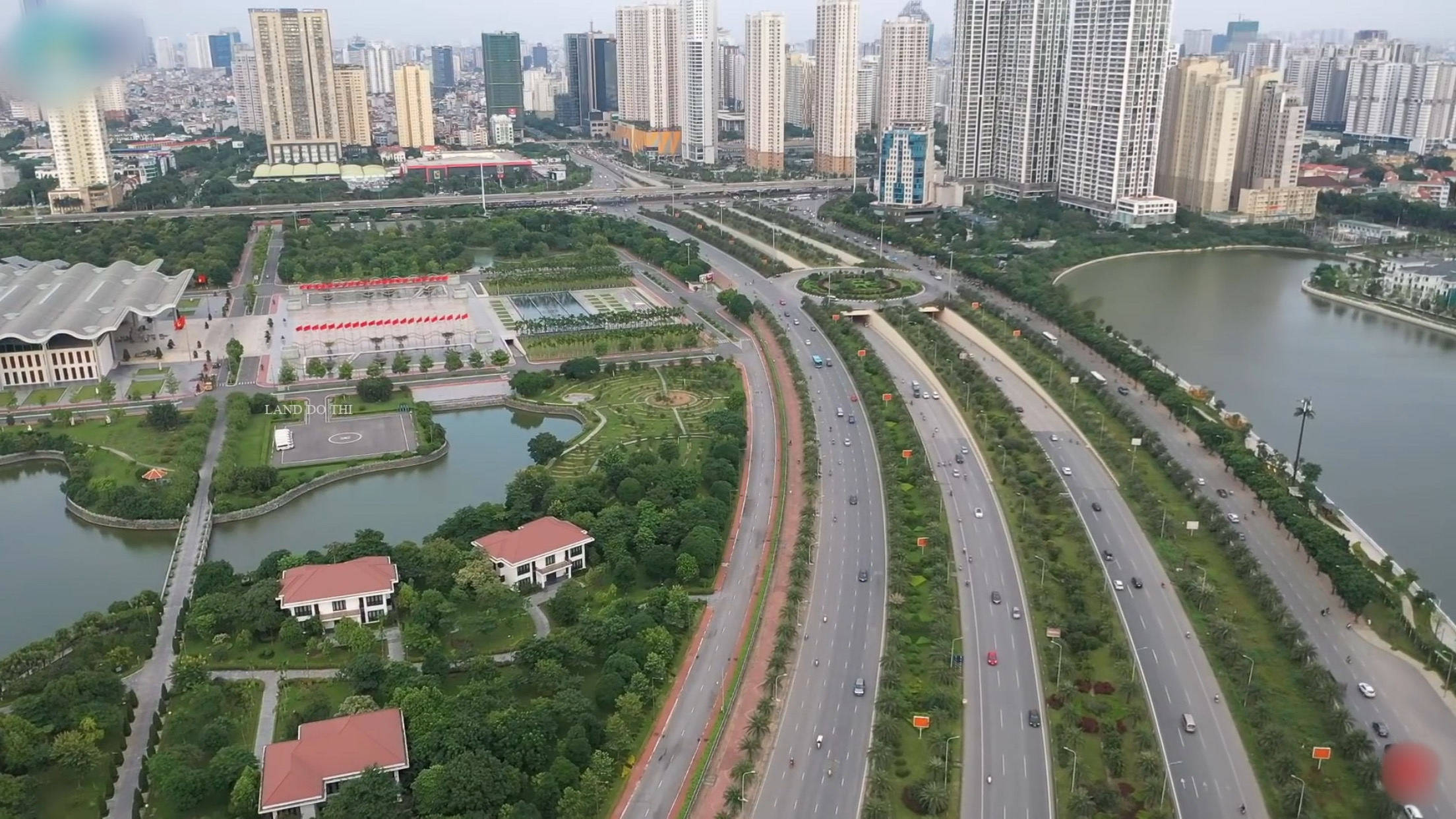
Đại lộ Thăng Long (trong ranh giới giữa quận Cầu Giấy và quận Nam Từ Liêm, thành phố Hà Nội)

Lưu lượng thông xe từ 1.500 đến 2.000 xe/ngày đêm. Chủ đầu tư là Bộ Giao thông Vận tải Việt Nam, đại diện chủ đầu tư là Ban Quản lý Dự án Thăng Long. Tổng thầu xây lắp là Tổng Công ty CP Xuất nhập khẩu và Xây dựng Việt Nam (VINACONEX). Tư vấn thiết kế là Tổng công ty Tư vấn Thiết kế Giao thông Vận tải (TEDI). Tư vấn giám sát là Viện Khoa học Công nghệ Giao thông Vận tải. Mức vốn đầu tư 7.725 tỷ đồng. Khởi công ngày 20 tháng 3 năm 2005, hoàn thành ngày 3 tháng 10 năm 2010. Vào ngày 10 tháng 10 năm 2023, đường nối Đại lộ Thăng Long với đường cao tốc Hòa Lạc – Hòa Bình (hay còn gọi là Đại lộ Thăng Long kéo dài) được khởi công xây dựng với chiều dài 6,7 km; được thiết kế 6 làn xe cơ giới; tổng mức đầu tư là 5.200 tỷ đồng từ ngân sách thành phố và Trung ương hỗ trợ; dự kiến hoàn thành trong năm 2026.

## Hiện trạng
Do đường cao tốc Đại lộ Thăng Long gần với khu dân cư nên nhiều người đã tranh thủ đi xe máy, xe thô sơ vào cao tốc. Nguy hiểm hơn là đi ngược chiều, băng qua đường trên cao tốc. Điều này đã gây ra không ít những tai nạn thương tâm.
Từ cảnh sát biển Việt Nam đến hết nút giao Hòa Lạc, mỗi bên là đường 2 chiều. Nhưng rất nhiều ô tô lấn hết chiều ngược lại, không cho xe máy, xe thô sơ chiều ngược lại lưu thông. Không ít những vụ tai nạn thương tâm do ô tô lấn làn vượt ẩu. Ngoài ra, cơ quan chức năng đã bố trí vạch kẻ đường, biển báo đầy đủ nhưng dường như không thể thay đổi được ý thức của một bộ phận người lái xe, đặc biệt là ô tô. Chính vì vậy từ 8/1/2025, 2 bên đường gom đã được phân luồng lại thành đường 1 chiều mỗi bên.
Đường gom Đại lộ Thăng Long khi vào mùa mưa, hệ thống thoát nước không kịp gây ngập lụt kéo dài. Đặc biệt là vào tháng 9/2024, nhiều tuyến đường trên phần cao tốc của Đại lộ Thăng Long nhiều cây xanh bị đổ do ảnh hưởng của bão Yagi. Vài ngày sau, do đường gom ngập nhiều, các phương tiện không thể đi qua được nên các xe mô tô, xe gắn máy, xe thô sơ, xe bus cho phép đi vào một số đoạn của tuyến đường cao tốc và tốc độ tối đa khi đi cùng xe máy là 60km/h.

## Chi tiết tuyến đường

Biển báo cao tốc (trên thực tế tuyến đường vẫn còn ký hiệu là CT.08)

### Làn xe
- 6 làn xe và 2 làn dừng khẩn cấp

### Chiều dài
- Toàn tuyến: 30 km

### Tốc độ giới hạn
- Tối đa: 100 km/h
  - 2 làn ngoài: Tối đa: 100km/h
  - Làn trong: Tối đa: 80km/h

## Lộ trình chi tiết
- IC : Nút giao, JCT : Điểm lên xuống, SA : Khu vực dịch vụ (Trạm dừng nghỉ), TG : Trạm thu phí, TN : Hầm đường bộ, BR : Cầu
- Đơn vị đo khoảng cách là km.

| Ký hiệu                                                | Tên                                       | Khoảng cách từ đầu tuyến                  | Kết nối                                                  | Ghi chú                                         | Vị trí                                    | Vị trí                                    |
| Kết nối trực tiếp với Đường Trần Duy Hưng              | Kết nối trực tiếp với Đường Trần Duy Hưng | Kết nối trực tiếp với Đường Trần Duy Hưng | Kết nối trực tiếp với Đường Trần Duy Hưng                | Kết nối trực tiếp với Đường Trần Duy Hưng       | Kết nối trực tiếp với Đường Trần Duy Hưng | Kết nối trực tiếp với Đường Trần Duy Hưng |
| ------------------------------------------------------ | ----------------------------------------- | ----------------------------------------- | -------------------------------------------------------- | ----------------------------------------------- | ----------------------------------------- | ----------------------------------------- |
| 1                                                      | IC Trung Hòa                              | 0.00                                      | Đường vành đai 3 (Đường Khuất Duy Tiến, Đường Phạm Hùng) | Đầu tuyến đường cao tốc                         | Hà Nội                                    | Cầu Giấy                                  |
| 2                                                      | JCT Trung Hoà                             | 0.00                                      | Phố Miếu Đầm Phố Cương Kiên                              |                                                 | Hà Nội                                    | Nam Từ Liêm                               |
| 3                                                      | JCT Phú Đô Đại học Tây Nam                | 3.0                                       |                                                          |                                                 | Hà Nội                                    | Nam Từ Liêm                               |
| 4                                                      | JCT Đường 70                              | 4.0                                       |                                                          |                                                 | Hà Nội                                    | Nam Từ Liêm                               |
| 5                                                      | JCT Chùa Bà                               | 7.5                                       |                                                          | Chỉ ra hướng đi Hoà Lạc Chỉ vào hướng đi Hà Nội | Hà Nội                                    | Hoài Đức                                  |
| 6                                                      | IC Vành đai 4                             |                                           | Đường vành đai 4                                         | Đang thi công                                   | Hà Nội                                    | Hoài Đức                                  |
| BR                                                     | Cầu Sông Đáy                              | ↓                                         |                                                          | Vượt sông Đáy                                   | Hà Nội                                    | Ranh giới Hoài Đức - Quốc Oai             |
| 7                                                      | JCT Sài Sơn                               | 14.0                                      | Đường tỉnh 421B (Đường Chùa Thầy và đường Hoàng Xá)      | Chỉ ra hướng đi Hoà Lạc Chỉ vào hướng đi Hà Nội | Hà Nội                                    | Quốc Oai                                  |
| 8                                                      | JCT Đường tỉnh 419                        | 17.0                                      | Đường tỉnh 419                                           |                                                 | Hà Nội                                    | Quốc Oai                                  |
| BR                                                     | Cầu Sông Tích                             | ↓                                         |                                                          | Vượt sông Tích                                  | Hà Nội                                    | Quốc Oai                                  |
| 9                                                      | JCT Bắc Phù Cát                           | 23.6                                      |                                                          | Chỉ ra hướng đi Hoà Lạc Chỉ vào hướng đi Hà Nội | Hà Nội                                    | Thạch Thất                                |
| 10                                                     | JCT Đồng Trúc                             | 27.2                                      |                                                          |                                                 | Hà Nội                                    | Thạch Thất                                |
| 11                                                     | IC Hoà Lạc                                | 29.4                                      | Quốc lộ 21 ( Đường Hồ Chí Minh)                          |                                                 | Hà Nội                                    | Thạch Thất                                |
| Kết nối trực tiếp với Đường cao tốc Hòa Lạc – Hòa Bình |                                           |                                           |                                                          |                                                 |                                           |                                           |
| 1.000 mi = 1.609 km; 1.000 km = 0.621 mi               |                                           |                                           |                                                          |                                                 |                                           |                                           |